# Влахій
Влахій (рум. Vlahii) — село у повіті Констанца в Румунії. Входить до складу комуни Аліман.
Село розташоване на відстані 142 км на схід від Бухареста, 61 км на захід від Констанци, 136 км на південь від Галаца.

## Населення
За даними перепису населення 2002 року у селі проживали 572 особи, з них 569 осіб (99,5%) румунів. Усі жителі села рідною мовою назвали румунську.